# K League Classic 2015
La K League Classic 2015, nota come Hyundai Oilbank K League Classic 2015 ( 현대오일뱅크 K리그 클래식 2015) per ragioni di sponsorizzazione, è stata la trentatreesima edizione del massimo livello del campionato coreano di calcio organizzato a regime professionistico, la terza edizione sotto il nome di K League Classic. Il campionato è iniziato il 7 marzo 2015 e si è conclusa il 5 dicembre 2015 con lo spareggio promozione/retrocessione.
Il Jeonbuk Hyundai Motors ha vinto il campionato per la quarta volta con due giornate di anticipo rispetto alla fine del campionato, riconfermandosi dopo la vittoria del titolo nella passata 2014. La classifica marcatori è stata vinta da Kim Shin-Wook, calciatore del Ulsan Hyundai, autore di 18 reti. Il Busan IPark (dopo lo spareggio promozione/retrocessione contro il Suwon FC) e il Daejeon Citizen sono stati retrocessi in K League Challenge.

## Stagione

### Novità
Al termine della K League Classic 2014 il Sangju Sangmu, ultimo classificato, è stato retrocesso in K League Challenge. Al suo posto è stato promosso il Daejeon Citizen, vincitore della K League Challenge 2014. Dopo lo spareggio promozione-retrocessione il Gwangju è stato promosso in K League Classic, mentre il Gyeongnam è stato retrocesso in K League Challenge.

### Formula
La formula del campionato riprende quella della Scottish Premiership. Le 12 squadre si affrontano in gironi di andata-ritorno-andata, per un totale di 33 giornate. Al termine le squadre sono divise in due gruppi di 6, in base alla classifica; ogni squadra affronta per la quarta volta le altre del gruppo, per un totale di 38 partite.

La squadra campione della Corea del Sud ha il diritto a partecipare alla AFC Champions League 2016 partendo dalla fase a gironi.

Anche la squadra seconda classificata e la vincitrice della Coppa della Corea del Sud accedono alla fase a gironi della AFC Champions League 2016.

La squadra terza classificata accede all'ultimo turno di qualificazione della AFC Champions League 2016.

L'ultima classificata retrocede direttamente in K League Challenge, mentre la penultima disputa uno spareggio contro la vincente dei playoff della K League Challenge per la permanenza in K League Classic.

## Squadre partecipanti
| Club                   | Città     | Stadio                       | Stagione precedente            |
| ---------------------- | --------- | ---------------------------- | ------------------------------ |
| Busan IPark            | Pusan     | Busan Asiad Stadium          | 8º posto                       |
| Daejeon Citizen        | Daejeon   | Daejeon World Cup Stadium    | 1º posto in K League Challenge |
| Gwangju                | Gwangju   | Gwangju World Cup Stadium    | 4º posto in K League Challenge |
| Incheon United         | Incheon   | Incheon Football Stadium     | 10º posto                      |
| Jeju United            | Jeju      | Jeju World Cup Stadium       | 5º posto                       |
| Jeonbuk Hyundai Motors | Jeonju    | Jeonju World Cup Stadium     | Campione della Corea del Sud   |
| Jeonnam Dragons        | Gwangyang | Gwangyang Football Stadium   | 7º posto                       |
| Pohang Steelers        | Pohang    | Pohang Steel Yard            | 4º posto                       |
| Seongnam               | Seongnam  | Tancheon Stadium             | 9º posto                       |
| Seoul                  | Seul      | Seoul World Cup Stadium      | 3º posto                       |
| Suwon Bluewings        | Suwon     | Suwon World Cup Stadium      | 2º posto                       |
| Ulsan Hyundai          | Ulsan     | Ulsan Munsu Football Stadium | 6º posto                       |

## Prima fase

### Classifica finale
|  | Pos. | Squadra         | Pt | G  | V  | N  | P  | GF | GS | DR  |
|  | ---- | --------------- | -- | -- | -- | -- | -- | -- | -- | --- |
|  | 1.   | Jeonbuk Hyundai | 68 | 33 | 21 | 5  | 7  | 54 | 35 | +19 |
|  | 2.   | Suwon Bluewings | 60 | 33 | 17 | 9  | 7  | 53 | 36 | +17 |
|  | 3.   | Pohang Steelers | 56 | 33 | 15 | 11 | 7  | 43 | 28 | +15 |
|  | 4.   | Seongnam        | 54 | 33 | 14 | 12 | 7  | 37 | 29 | +8  |
|  | 5.   | Seoul           | 54 | 33 | 15 | 9  | 9  | 44 | 37 | +7  |
|  | 6.   | Jeju SK         | 46 | 33 | 13 | 7  | 13 | 51 | 50 | +1  |
|  | 7.   | Incheon Utd     | 45 | 33 | 12 | 9  | 12 | 31 | 29 | +2  |
|  | 8.   | Jeonnam Dragons | 42 | 33 | 10 | 12 | 11 | 40 | 43 | -3  |
|  | 9.   | Ulsan HD        | 40 | 33 | 9  | 13 | 11 | 42 | 39 | +3  |
|  | 10.  | Gwangju         | 35 | 33 | 8  | 11 | 14 | 31 | 40 | -9  |
|  | 11.  | Busan IPark     | 24 | 33 | 5  | 9  | 19 | 27 | 49 | −22 |
|  | 12.  | Daejeon Citizen | 13 | 33 | 2  | 7  | 24 | 27 | 65 | −38 |

Legenda:

      Ammesse alla poule campionato

      Ammesse alla poule salvezza

Tre punti a vittoria, uno a pareggio, zero a sconfitta.
La classifica viene stilata secondo i seguenti criteri:
- Punti conquistati
- Differenza reti generale
- Reti totali realizzate
- Partite vinte

### Risultati
Partite 1-22
|          | Bus  | Dae  | Gwa  | Inc  | Jej  | JeH  | JeD  | Poh  | Sgn  | Seo  | Suw  | Uls  |
| -------- | ---- | ---- | ---- | ---- | ---- | ---- | ---- | ---- | ---- | ---- | ---- | ---- |
| Pusan    | –––– | 1-0  | 2-3  | 1-2  | 1-3  | 1-2  | 0-2  | 1-2  | 0-1  | 0-1  | 1-1  | 1-0  |
| Daejeon  | 0-0  | –––– | 0-2  | 1-2  | 2-2  | 3-4  | 2-3  | 0-2  | 1-4  | 1-2  | 1-2  | 1-1  |
| Gwangju  | 0-1  | 1-2  | –––– | -    | 1-0  | 2-3  | 3-2  | 0-0  | 0-0  | 1-1  | 0-2  | -    |
| Incheon  | 3-1  | 2-0  | 2-2  | –––– | 1-0  | 0-0  | 1-2  | 1-1  | 0-1  | 1-1  | 1-1  | 1-1  |
| Jeju     | 0-0  | 5-0  | 2-1  | 0-0  | –––– | 0-3  | 3-2  | 1-0  | 4-3  | 2-4  | 3-4  | 2-1  |
| Jeonbuk  | 2-1  | 2-1  | 1-1  | 1-0  | 1-0  | –––– | 2-2  | 1-0  | 2-0  | 1-2  | 2-0  | 2-1  |
| Jeonnam  | 3-1  | 0-0  | 1-2  | 1-0  | 1-1  | 2-1  | –––– | 0-0  | 2-1  | 2-0  | 1-1  | 2-1  |
| Pohang   | 1-2  | 2-1  | 2-1  | 0-2  | 3-4  | 0-0  | 4-1  | –––– | 2-2  | 2-1  | 0-1  | 2-4  |
| Seongnam | 1-0  | 3-1  | 1-1  | 0-0  | 1-1  | 2-1  | 0-0  | 0-2  | –––– | 1-1  | 1-3  | 1-0  |
| Seoul    | 0-0  | 1-0  | 1-1  | 1-0  | 1-0  | 1-2  | 3-0  | 1-3  | 1-1  | –––– | 0-0  | 0-0  |
| Suwon    | 2-1  | 1-2  | 0-1  | 2-1  | 1-0  | 2-2  | 1-0  | 0-1  | 1-1  | 5-1  | –––– | 3-1  |
| Ulsan    | 1-1  | 4-1  | 2-0  | 1-1  | 2-0  | 1-2  | 0-0  | 2-2  | 0-1  | 2-0  | 1-1  | –––– |

Partite 23-33
|          | Bus  | Dae  | Gwa  | Inc  | Jej  | JeH  | JeD  | Poh  | Sgn  | Seo  | Suw  | Uls  |
| -------- | ---- | ---- | ---- | ---- | ---- | ---- | ---- | ---- | ---- | ---- | ---- | ---- |
| Pusan    | –––– | 2-1  |      |      | 0-2  |      | 1-1  |      |      | 2-4  | 2-2  | 2-2  |
| Daejeon  |      | –––– | 0-0  |      | 2-4  |      |      | 0-1  | 0-2  |      |      | 0-0  |
| Gwangju  | 0-0  |      | –––– | 1-0  | 0-1  | 1-2  | 0-0  |      |      |      | 2-4  | 1-2  |
| Incheon  | 2-1  | 2-1  | 1-0  | –––– | 1-0  |      |      | 0-2  |      |      |      | 1-2  |
| Jeju     |      |      |      |      | –––– | 3-2  |      | 0-1  |      | 2-1  | 2-4  | 2-2  |
| Jeonbuk  | 2-0  | 3-1  |      | 0-1  |      | –––– | 2-1  |      |      | 3-0  | 2-1  |      |
| Jeonnam  |      | 1-1  |      | 0-2  | 3-1  |      | –––– | 0-0  | 1-1  |      | 0-2  |      |
| Pohang   | 2-0  |      | 0-0  |      |      | 3-0  |      | –––– | 2-1  |      | 0-0  |      |
| Seongnam | 1-0  |      | 2-1  | 1-0  | 1-1  | 0-1  |      |      | –––– |      |      |      |
| Seoul    |      | 2-0  | 3-1  | 2-0  |      |      | 3-2  | 0-0  | 0-1  | –––– |      |      |
| Suwon    |      | 2-1  |      | 1-0  |      |      |      |      | 0-1  | 0-3  | –––– | 3-1  |
| Ulsan    |      |      | 0-1  |      |      | 2-0  | 3-2  | 1-1  | 0-0  | 1-2  |      | –––– |

## Seconda fase

### Classifica finale
|                          | Pos. | Squadra         | Pt | G  | V  | N  | P  | GF | GS | DR  |
| ------------------------ | ---- | --------------- | -- | -- | -- | -- | -- | -- | -- | --- |
| Poule scudetto           |      |                 |    |    |    |    |    |    |    |     |
| Corea del Sud (bandiera) | 1.   | Jeonbuk Hyundai | 73 | 38 | 22 | 7  | 9  | 57 | 39 | +18 |
|                          | 2.   | Suwon Bluewings | 67 | 38 | 19 | 10 | 9  | 60 | 43 | +17 |
|                          | 3.   | Pohang Steelers | 66 | 38 | 18 | 12 | 8  | 49 | 32 | +17 |
|                          | 4.   | Seoul           | 62 | 38 | 17 | 11 | 10 | 52 | 44 | +8  |
|                          | 5.   | Seongnam        | 60 | 38 | 15 | 15 | 8  | 41 | 33 | +8  |
|                          | 6.   | Jeju SK         | 50 | 38 | 14 | 8  | 16 | 55 | 56 | -1  |
| Poule retrocessione      |      |                 |    |    |    |    |    |    |    |     |
|                          | 7.   | Ulsan HD        | 53 | 38 | 13 | 14 | 11 | 54 | 45 | +9  |
|                          | 8.   | Incheon Utd     | 51 | 38 | 13 | 12 | 13 | 35 | 32 | +3  |
|                          | 9.   | Jeonnam Dragons | 49 | 38 | 12 | 13 | 13 | 46 | 51 | -5  |
|                          | 10.  | Gwangju         | 42 | 38 | 10 | 12 | 16 | 35 | 44 | -9  |
|                          | 11.  | Busan IPark     | 26 | 38 | 5  | 11 | 22 | 30 | 55 | −25 |
|                          | 12.  | Daejeon Citizen | 19 | 38 | 4  | 7  | 27 | 32 | 72 | −40 |

Legenda:

      Campione della Corea del Sud e qualificata alla AFC Champions League 2016
      Qualificata alla AFC Champions League 2016
 Qualificata ai play-off promozione-retrocessione.
      Retrocessa in K League Challenge 2016

Tre punti a vittoria, uno a pareggio, zero a sconfitta.
La classifica viene stilata secondo i seguenti criteri:
- Punti conquistati
- Differenza reti generale
- Reti totali realizzate
- Partite vinte

### Risultati
Partite 34-38
|          | Jej  | JeH  | Poh  | Sgn  | Seo  | Suw  |
| -------- | ---- | ---- | ---- | ---- | ---- | ---- |
| Jeju     | –––– | 0-1  |      |      | 1-1  |      |
| Jeonbuk  |      | –––– | 0-1  | 1-1  |      |      |
| Pohang   | 2-1  |      | –––– | 0-0  | 2-1  |      |
| Seongnam | 2-1  |      |      | –––– | 1-2  | 0-0  |
| Seoul    |      | 0-0  |      |      | –––– | 4-3  |
| Suwon    | 0-1  | 2-1  | 2-1  |      |      | –––– |

|         | Bus  | Dae  | Gwa  | Inc  | Jeo  | Uls  |
| ------- | ---- | ---- | ---- | ---- | ---- | ---- |
| Pusan   | –––– |      | 0-1  |      | 1-1  |      |
| Daejeon | 2-1  | –––– |      | 0-2  | 1-0  |      |
| Gwangju |      | 2-1  | –––– | 0-0  |      | 0-1  |
| Incheon | 0-0  |      |      | –––– | 0-1  | 2-2  |
| Jeonnam |      |      | 2-1  |      | –––– | 2-5  |
| Ulsan   | 2-1  | 2-1  |      |      |      | –––– |

## Spareggio promozione/retrocessione
Allo spareggio promozione/retrocessione hanno partecipato la squadra classificata all'undicesimo posto della K League Classic 2015 (Busan IPark) e la squadra vincente gli spareggi promozione della K League Challenge 2015 (Suwon FC).
| 2 dicembre 2015 - 19:00 UTC+9 | Suwon FC    | 1 – 0 | Busan IPark | Suwon Sports Complex, Suwon |
| 5 dicembre 2015 - 16:00 UTC+9 | Busan IPark | 0 – 2 | Suwon FC    | Busan Asiad Stadium, Pusan  |

## Statistiche

### Classifica marcatori
| Gol |  |  | Giocatore       | Squadra                |
| --- |  |  | --------------- | ---------------------- |
| 18  |  |  | Kim Shin-Wook   | Ulsan Hyundai          |
| 15  |  |  | Adriano         | Seoul(Daejeon Citizen) |
| 15  |  |  | Hwang Eui-Jo    | Seongnam               |
| 13  |  |  | Lee Dong-gook   | Jeonbuk Hyundai        |
| 12  |  |  | Lee Jong-Ho     | Jeonnam Dragons        |
| 12  |  |  | Stevica Ristić  | Jeonnam Dragons        |
| 12  |  |  | Santos          | Suwon Bluewings        |
| 11  |  |  | Edu             | Jeonbuk Hyundai        |
| 11  |  |  | Ricardo Lopes   | Jeju United            |
| 10  |  |  | Kwon Chang-Hoon | Suwon Bluewings        |
| 10  |  |  | Leonardo        | Jeonbuk Hyundai        |
| 9   |  |  | Mislav Oršić    | Jeonnam Dragons        |
| 9   |  |  | Son Joon-Ho     | Pohang Steelers        |
| 9   |  |  | Yun Ju-Tae      | Seoul                  |
| 8   |  |  | Kim Ho-Nam      | Gwangju                |
| 8   |  |  | Kim Seung-Dae   | Pohang Steelers        |
| 8   |  |  | Weslley         | Busan IPark            |
| 8   |  |  | Yang Dong-Hyun  | Ulsan Hyundai          |
| 8   |  |  | Yeom Ki-Hun     | Suwon Bluewings        |

## Verdetti finali
- Jeonbuk Hyundai campione della Corea del Sud e ammesso alla fase a gironi della AFC Champions League 2016.
- Suwon Bluewings e Seoul (vincitore della Coppa della Corea del Sud 2015) ammessi alla fase a gironi della AFC Champions League 2016.
- Pohang Steelers ammesso al turno preliminare della AFC Champions League 2016.
- Daejeon Citizen retrocesso in K League Challenge.